# Псатиреллові
Псатиреллові (Psathyrellaceae) — родина базидіомікотових грибів ряду агарикальних (Agaricales).

## Будова
Гриби цієї родини зазвичай мають м'яке та ламке плодове тіло, темний споровий порошок. Близько 50% грибів самоперетравлюються у чорнилоподібну рідину, коли досягають зрілості, або виділяють цю рідину на пластинках як лакримарія багатослізна (Lacrymaria lacrymabunda).